# Cité des métiers
Les Cités des métiers sont des espaces de conseils et de ressources ouverts à tous les publics (jeunes scolarisés ou non et adultes demandeurs d'emploi aussi bien d'actifs occupés) en recherche de repères, de conseils d’orientation et d’information sur les métiers et la vie professionnelle.
Elles ont pour mission d’aiguiller les usagers vers tous les moyens d’élaboration et de réalisation d’objectifs professionnels en offrant trois modalités d’usage : des entretiens sans rendez-vous, une documentation imprimée et multimédia en libre service et un programme de journées d’information, ateliers ou clubs.
Les Cités des métiers sont ouvertes à tous les publics quels que soient le statut, l’âge, le niveau d’étude ou de qualification, et sont d’accès libre et gratuit. En France, elles s’appuient notamment sur le service public de l'emploi et le ministère de l'Éducation nationale et des partenariats avec des organismes publics ou privés compétents.

## Création de la Cité des métiers de Paris
Ce concept est né en mars 1993, avec la création, dans la Cité des sciences et de l'industrie (CSI) du quartier de la Villette à Paris, de la première plate-forme proposant ce niveau d'intégration de services, de publics et de partenaires, pilotée par Olivier Las Vergnas. En 1999, soit six ans après, ouvraient à Belfort, en Côtes-d'Armor et à Nîmes trois équipements inspirés de cette expérience et labellisés par la CSI, suivis de peu par ceux de Milan et Gênes.
Les Cités des métiers peuvent être créées entre autres par des collectivités territoriales de différentes échelles (ville, agglomérations, départements, régions) ou des chambres consulaires dimensions. Ainsi, en 2002, la Cité des Métiers de Marseille et de Provence-Alpes-Côte d'Azur a été créée sous l'impulsion de la Ville de Marseille et soutenue par l'Union Européenne, le Conseil régional PACA, le Conseil général 13 et l'établissement public Euroméditerranée. En France, six régions ont piloté elles-mêmes la création de leurs Cités des métiers au niveau régional, souvent en lien avec leur Centre d'animation régional et d'information sur la formation (CARIF). Il s'agit (fin 2013) de Guadeloupe, Limousin, Haute-Normandie, Basse-Normandie, La Réunion et Mayotte (collectivité d'outre-mer).
Depuis 1999, le réseau des Cités des métiers se développe à partir d’une charte et d'un cahier des charges dans des territoires diversifiés (métropoles comme Paris ou Barcelone, villes de taille intermédiaire comme Limoges, Rouen ou Genève ou territoires plus ruraux comme l'Orne ou les Côtes-d'Armor) et dans des contextes contrastés (pays très dotés en structures d'insertion et d'orientation comme la France ou moins dotés comme Santiago du Chili).
Il y a fin 2013, 39 sites labellisés - à partir de la charte et du cahier des charges créés pour la Cité des métiers de La Villette - et une cinquantaine de centres associés dans neuf pays (France, Italie, Espagne, Portugal, Suisse, république de Maurice, Chili, Belgique, Allemagne) et des projets émergents dans d'autres comme le Canada ou la Tunisie. Une préfiguration de Cité des métiers a également fonctionné en Autriche dans le cadre de l'initiative Equal et à Bello Horizonte au Brésil. Des projets sont envisagés à Liège en Belgique, au Cameroun, en Pologne ou encore en Roumanie.
Toutes ces Cités des métiers sont membres de l'association « Réseau international des Cités des métiers » qui en étroit partenariat avec la Cité des sciences et de l'industrie (regroupée avec le Palais de la découverte au sein de l'établissement public Universcience) anime les échanges entre elles en particulier à l'occasion d'une université d'hiver annuelle et promeut le concept.
Le label Cité des métiers commun à toutes ces plates-formes est propriété d'Universcience. Il impose aux Cités des métiers d'être un lieu ouvert en accès libre et gratuit à tous les publics, (jeunes scolarisés ou non, adultes actifs ou non), multi-partenaires et permettant toutes les modalités de consultation et d'information, à savoir des entretiens sans rendez-vous avec des conseillers, une documentation imprimée et en ligne ainsi qu’une offre d’ateliers, de forums et de journées thématiques. Elles doivent traiter tous les aspects de la vie professionnelle, et tous les secteurs et être organisées sous forme de pôles de conseils centrés sur les questions des usagers.